# Боровая (Верхотурский городской округ)
Боровая — деревня в Верхотурском городском округе Свердловской области.

## История
Впервые упоминается в XVII веке как деревня Боровских. Первым жителем в переписи указан крестьянин Васька Боровской.

## География
Населённый пункт расположен на левом берегу реки Салда в 25 километрах на юго-восток от административного центра округа — города Верхотурье.

### Часовой пояс
Боровая, как и вся Свердловская область, находится в часовой зоне МСК+2. Смещение применяемого времени относительно UTC составляет +5:00.

## Население
| 1873 | 2002 | 2010 |
| ---- | ---- | ---- |
| 64   | ↘3   | ↘1   |

## Инфраструктура
В деревне расположена всего одна улица: Береговая.